# Karl Gierlichs
Karl Gierlichs (geboren 6. Januar 1819 in Leichlingen; gestorben 25. Oktober 1887 in Anrath) war 1881 vertretungsweise preußischer Landrat des Kreises Krefeld.

## Leben
Der Katholik Karl Gierlichs übernahm bereits in jungen Jahren Ämter auf kommunalpolitischer Ebene. So wurde er 1844 zum Bürgermeister der Bürgermeisterei Anrath und 1868 in gleicher Stellung in der benachbarten Bürgermeisterei Willich im Kreis Krefeld. Neben seiner Aufgabe als Lokalschulinspektor fungierte er im Kreis Krefeld auch als 1. Kreisdeputierter und versah schließlich auch nach dem frühen Tod des Landrats Philipp Herberz von Mai bis zum 9. Juli 1881 vor der Wiederbesetzung der Stelle durch Ludolf Freiherr von Uslar-Gleichen die Verwaltung des Kreises.